# Simon de Neuf de Burght
Simon Carolus Josephus Hyacinthus de Neuf de Burght (Antwerpen, 17 april 1802 – aldaar, 31 mei 1858) was een Belgisch rentenier, industrieel en katholiek politicus.

## Levensloop
Hij was de zoon van de  Antwerpse schepen Charles de Neuf de Burght, en maakte deel uit van het adellijke geslacht De Neuf. Hij droeg de titel van Jonkheer en bleef vrijgezel. Ook was hij rentenier en zelfstandig industrieel. Hij was woonachtig in Kasteel Altena te Kontich, daarnaast had hij een tweede verblijfplaats te Berchem.
Hij werd politiek actief in 1824 als gemeenteraadslid te Antwerpen, een mandaat dat hij uitoefende tot 1830. In 1838 deed hij zijn intreden in de gemeenteraad van Kontich, alwaar hij in 1847 werd aangesteld als schepen. Na de dood van Bernard Fiocco volgde hij deze op als burgemeester van Kontich Zelf werd hij na zijn dood opgevolgd door Pierre Peeters. Tevens was hij van 1849 tot 1858 lid van de Antwerpse provincieraad.
Zijn uitvaartplechtigheid vond plaats in de Sint Augustinuskerk te Antwerpen.